# کیلیاتل
کیلیاتل (به لاتین: Kilyatl) یک منطقهٔ مسکونی در روسیه است که در داغستان واقع شده‌است.